# Maná

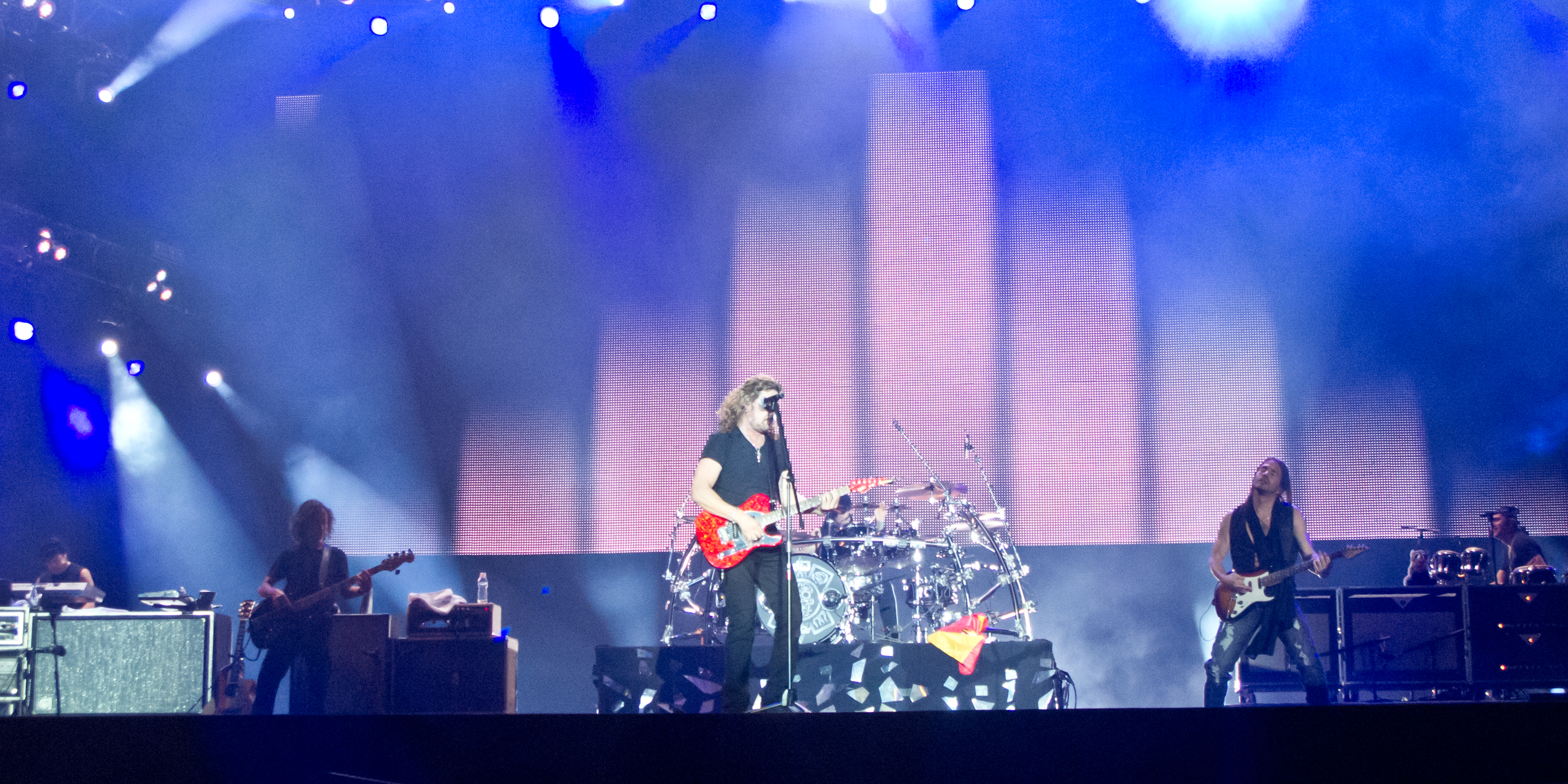
Maná în Rock in Rio Madrid, 2012.

Maná este o formație mexicană de muzică rock și pop, înființată în 1987. Membrii formației sunt:
- Fernando Olvera
- Juan Calleros
- Alejandro González
- Sergio Vallín

## Discografie
- Maná (1987)
- Falta amor (1990)
- ¿Dónde jugarán los niños? (1992)
- Maná en vivo (1994)
- Cuando los ángeles lloran (1995)
- Sueños líquidos (1997)
- Maná MTV Unplugged (1999)
- Todo Maná (2001)
- Grandes Éxitos Maná (2001)
- Revolución de amor (2002)
- Festival de la Canción de Viña del Mar (2003)
- Esenciales: Sol (2003)
- Esenciales: Luna (2003)
- Esenciales: Eclipse (2003)
- Amar es combatir (2006)
- Drama y luz (2010)